# Châtillon-sur-Indre
 Châtillon-sur-Indre  ist eine französische Gemeinde mit 2296 Einwohnern (Stand 1. Januar 2022) im Département Indre in der Region Centre-Val de Loire; sie gehört zum Arrondissement Châteauroux und zum Kanton Buzançais. Der Ort liegt am Fluss Indre.
Nachbargemeinden sind Saint-Cyran-du-Jambot im Norden, Loché-sur-Indrois und Villedômain im Nordosten, Saint-Médard im Osten, Le Tranger im Südosten, Murs und Clion-sur-Indre im Süden, Cléré-du-Bois im Südwesten, und Fléré-la-Rivière im Westen.

## Bevölkerungsentwicklung
| Jahr      | 1962 | 1968 | 1975 | 1982 | 1990 | 1999 | 2008 | 2018 |
| Einwohner | 3479 | 3658 | 3624 | 3526 | 3262 | 3120 | 2859 | 2464 |

## Sehenswürdigkeiten
- Burg Châtillon (12. Jahrhundert)
- Kirche Notre-Dame
- Schloss Pouzieux (15. Jahrhundert)
- Schloss Chaillou (16.–18. Jahrhundert)
- Priorei Saint-Martin-de-Vertou (15. Jahrhundert)
- Manoir de Menabre (15. Jahrhundert)

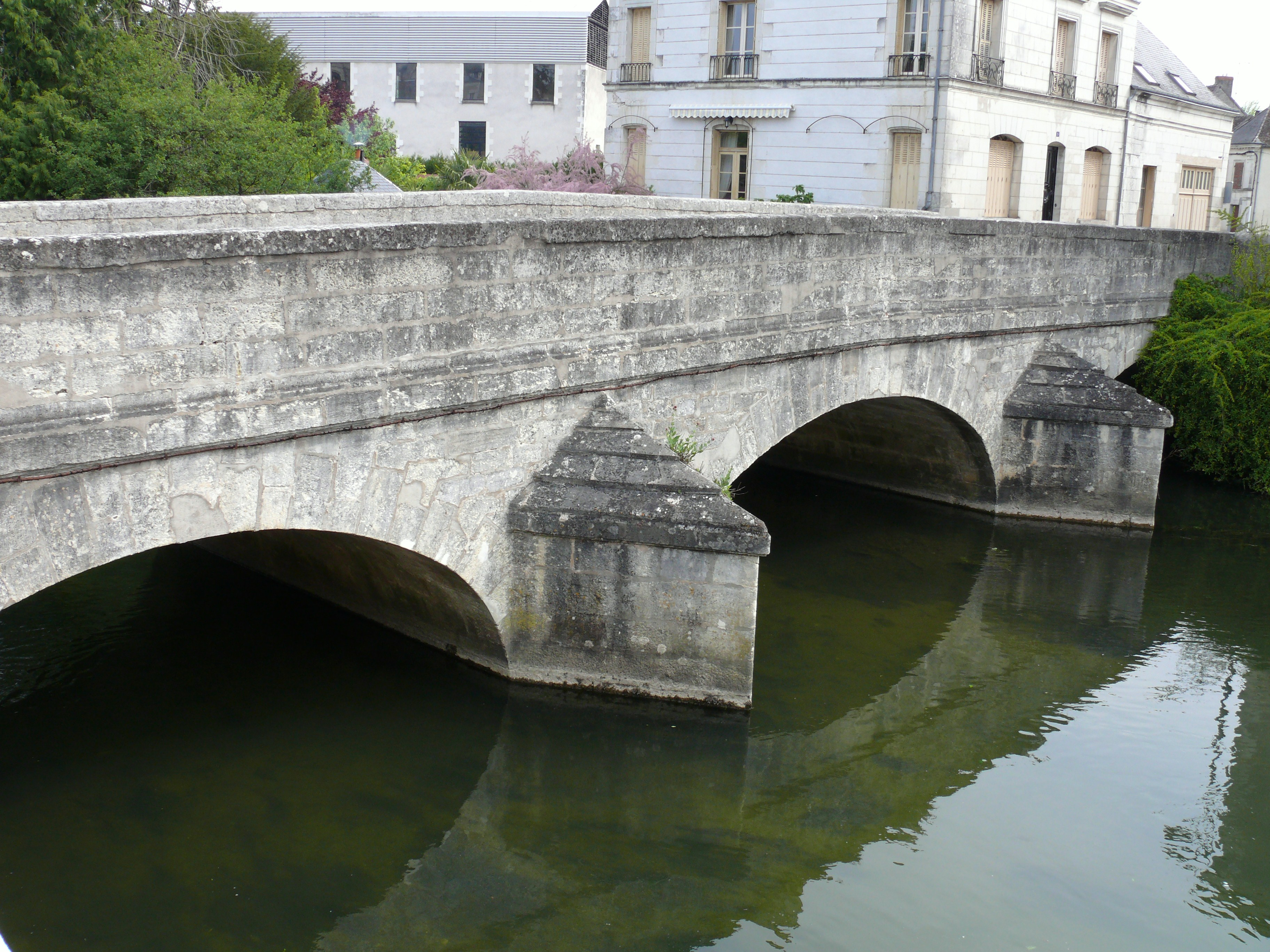
Indre
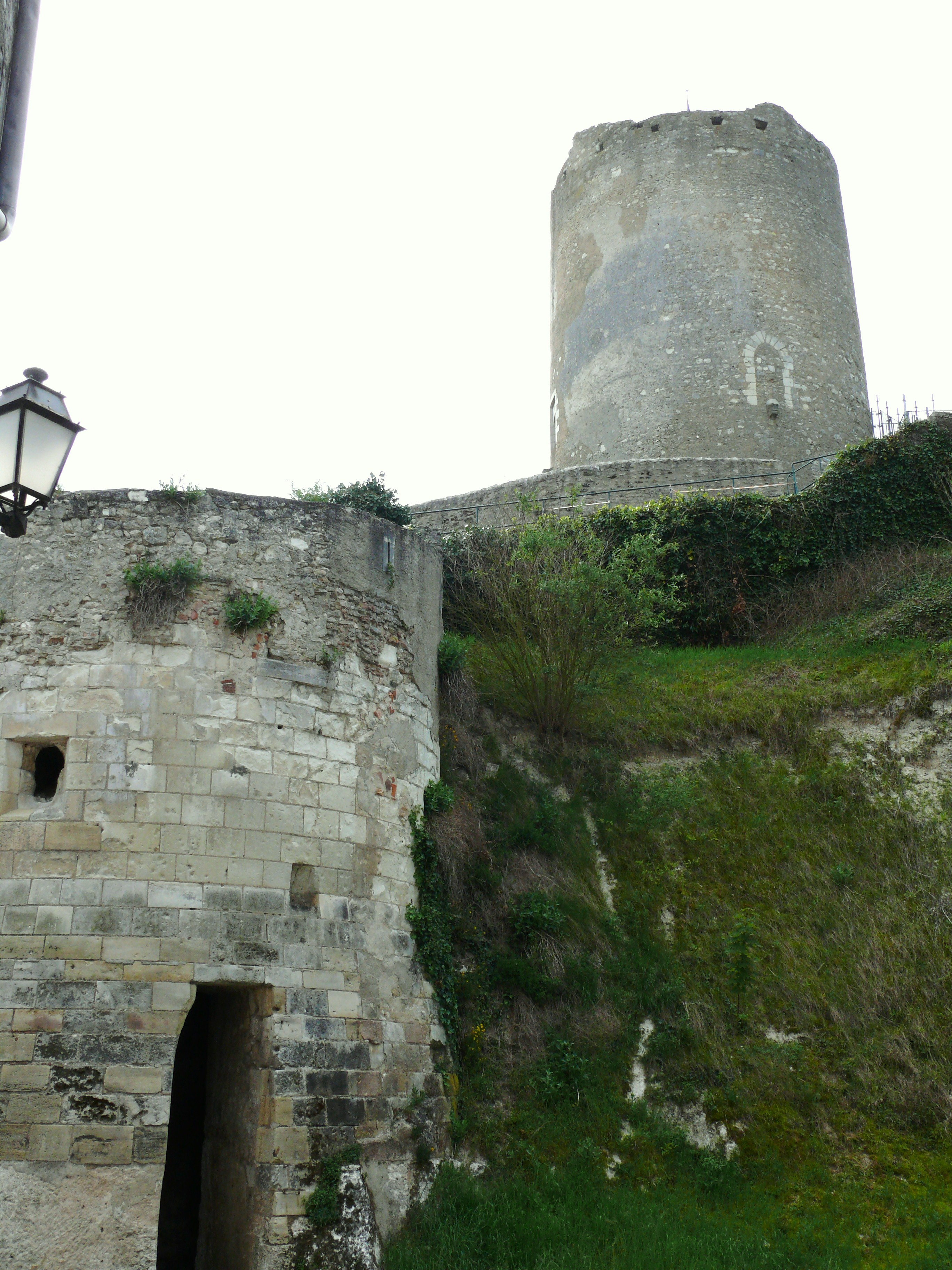
Burg Châtillon
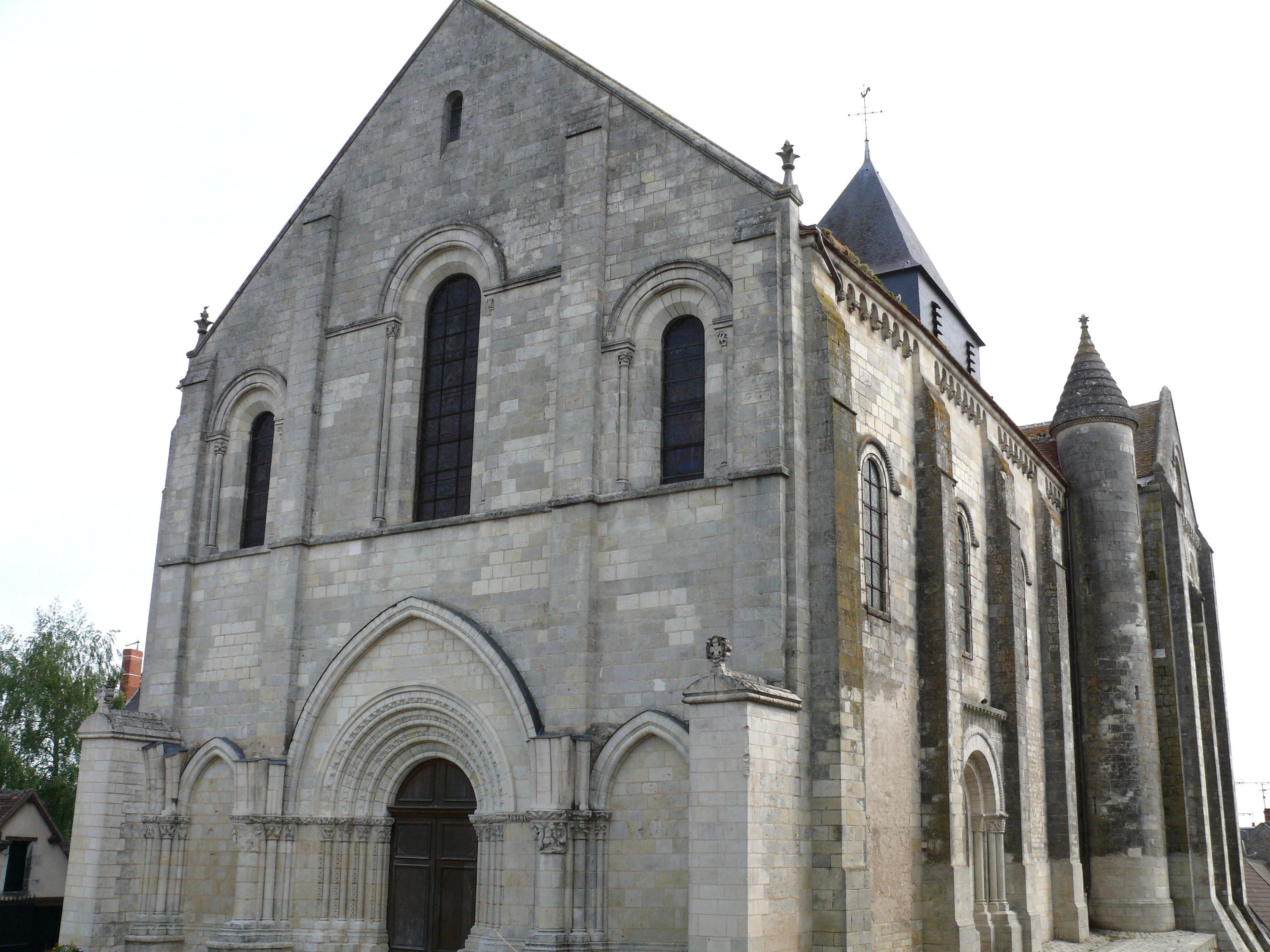
Kirche Notre-Dame

## Persönlichkeiten
- Jean-Jacques Amelot de Chaillou (* 30. April 1689 in Chatillon sur Indre; † 7. Mai 1749 in Paris), Marquis de Combrande, Baron de Châtillon-sur-Indre, Politiker, 28. Juli 1727 Mitglied der Académie française (Sessel Nr. 10), Staatsminister 1737.

## Städtepartnerschaft
- Solferino (Italien)